# Макановичі (зупинний пункт)
Макановичі (біл. Маканавічы) — пасажирський залізничний зупинний пункт Гомельського відділення Білоруської залізниці на неелектрифікованій лінії Василевичі — Хойники між зупинними пунктами Защеб'я та Ізбинь. Розташований у селі Макановичі Речицького району Гомельської області.